# Margarita Iossifowna Aliger

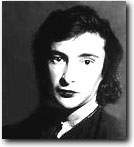
Margarita Aliger, 1942

Margarita Iossifowna Aliger (russisch Маргарита Иосифовна Алигер; eigentlicher Nachname Seiliger (Зейлигер); * 24. Septemberjul. / 7. Oktober 1915greg. in Odessa, Russisches Kaiserreich; † 1. August 1992 in Mitschurinez, Oblast Moskau, Russland) war eine russisch-sowjetische Lyrikerin, Journalistin und Übersetzerin. Der Physiker Miron Seiliger war ihr Onkel.

## Leben und Werk
Aligers Eltern waren Büroangestellte. Sie nahm zunächst ein Studium der Chemie auf. Bereits als Jugendliche arbeitete sie in einer Chemiefabrik. Neben dem Interesse an Chemie und an den Naturwissenschaften im Allgemeinen zeigten sich auch sehr früh Talent und Interesse an der Dichtung. Bereits 1933 erschienen ihre ersten Verse in der Zeitschrift Ogonjok. Nach der Beendigung des Chemiestudiums studierte sie von 1934 bis 1937 am Maxim-Gorki-Literaturinstitut in Moskau. Der Hauptgedanke ihrer Lyrik galt dem Heroismus der Sowjetmenschen während der Industrialisierung.
Schon während ihres Studiums der Literatur unternahm sie mehrere Reisen durch die Sowjetunion und arbeitete an Nachdichtungen.
1938 gab sie ihren ersten Lyrikband „God roschdenija“ (Geburtsjahr) heraus, in dem sie den jugendlichen Optimismus des Aufbauwerkes im Lande zum Ausdruck brachte. Das Poem „Sima ėtowo goda“ (Der diesjährige Winter), das ebenfalls 1938 veröffentlicht wurde, behandelt ein besonders trauriges Ereignis in ihrem Leben, den Tod ihres ersten Kindes.
Während des Zweiten Weltkrieges entschied sie sich, durch den Tod ihres Mannes vorangetrieben, im belagerten Leningrad wie auch an anderen Frontabschnitten zu wirken.
Der Höhepunkt ihres kreativen Schaffens war das Gedicht „Soja“ (Auszug) von 1942 über die Partisanin Soja Anatoljewna Kosmodemjanskaja, ein junges russisches Mädchen, das 1941 von deutschen Soldaten hingerichtet worden war. Dieses Werk gehörte zu den beliebtesten Poemen während der Sowjetzeit.
Das Drama „Skaska o prawdje“ (Das Märchen von der Wahrheit) von 1945 war ebenfalls den Partisanen gewidmet.
Die in den Jahren 1940 bis 1950 veröffentlichte Lyrik Margarita Aligers war geprägt von Optimismus, wie es zum Beispiel das Poem „Leninskije gory“ (Leninberge) von 1953 widerspiegelt. In ihren Gedichten versuchte sie nicht nur die Situation ihres Heimatlandes zu analysieren, sondern auch den besonderen Optimismus zu zeigen, wie er auch in dem Poem „Twoja pobjeda“ (Dein Sieg) von 1944 bis 1945 wiederzufinden ist.
Neben Dramen und Gedichten schrieb Margarita Aliger auch zahlreiche Aufsätze und Artikel über die russische Literatur. Eindrücke ihrer Reisen spiegelten sich in lyrischen und reportagehaften Berichten wider. Besondere Aufmerksamkeit verdienen dabei „Japonskije sametki“ (Japanische Notizen) und „Tschilijskoje ljeto“ (Sommer in Chile) von 1965.
Margarita Aliger trat neben der schriftstellerischen Tätigkeit auch als Übersetzerin ukrainischer, aserbaidschanischer, usbekischer, französischer u. a. Lyrik hervor.